# Ptychadena superciliaris
Ptychadena superciliaris é uma espécie de anfíbio da família Ranidae.
Pode ser encontrada nos seguintes países: Costa do Marfim, Gana, Guiné, Libéria e Serra Leoa.
Os seus habitats naturais são: florestas subtropicais ou tropicais húmidas de baixa altitude e marismas intermitentes de água doce.
Está ameaçada por perda de habitat.